# Projekt Abakan

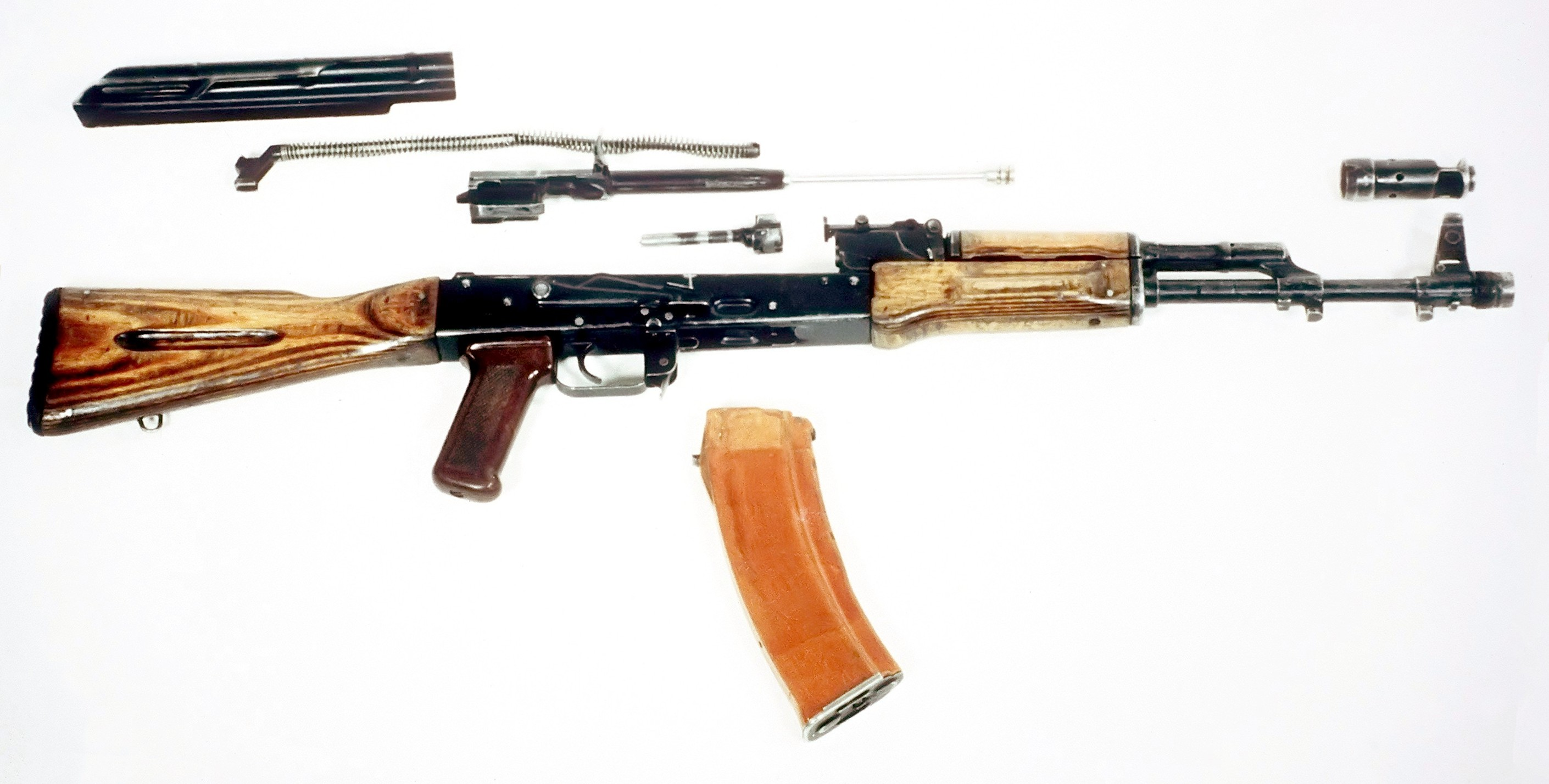
Das durch das Projekt abzulösende AK-74

Das Projekt Abakan war ein sowjetisch-russisches-Projekt, das von 1980 bis 1994 durchgeführt wurde, um einen Nachfolger für das AK-74 zu finden oder wenigstens eine Kampfwertsteigerung der Ordonnanzwaffe der russischen Streitkräfte zu erreichen. Der Name des Projektes rührt von der Stadt Abakan in Südsibirien her, da auf dortigen Feldern Waffentests durchgeführt wurden.

## Hintergrund und Geschichte

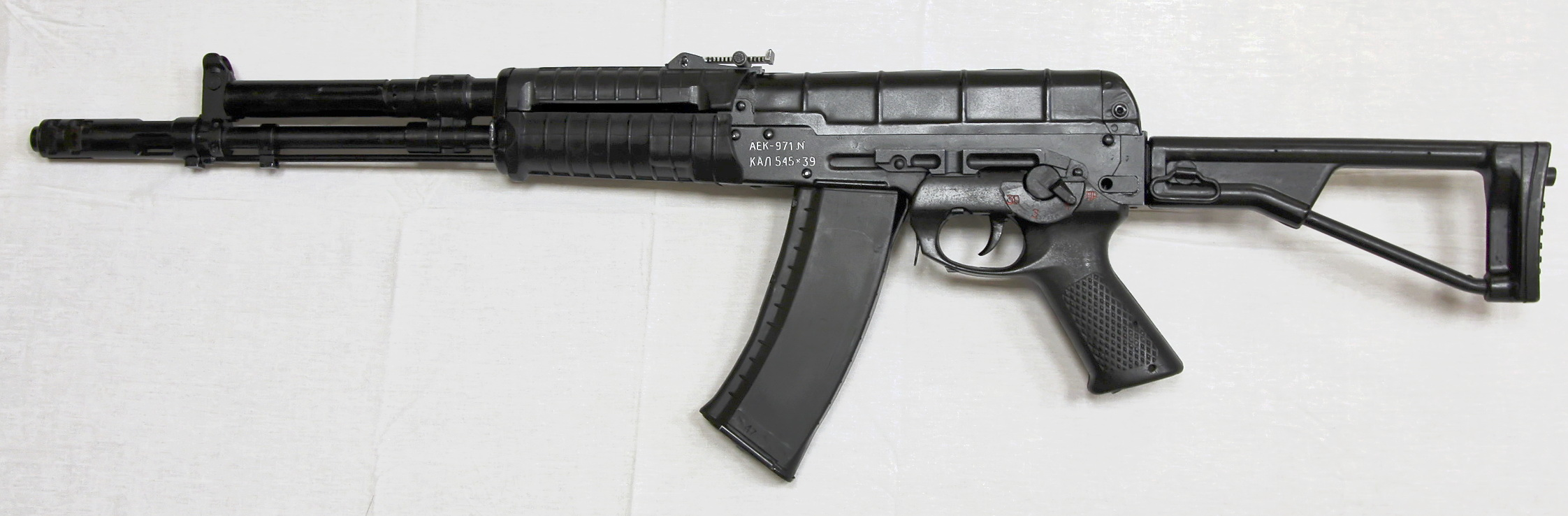
Das an der Ausschreibung beteiligte AEK-971

In Auswertung der Feuergefechte auf den Schlachtfeldern der 1970er Jahre formulierten russische Analysten veränderte Bedingungen und Anforderungen an eine neue Ordonnanzwaffe. So sollte es möglich sein, Dauerfeuer auch aus instabilen Positionen abgeben zu können, beispielsweise aus kniender oder liegender Position wie im Häuserkampf.
Eine Kommission des Präsidiums des Ministerrates der UdSSR für militärisch-industrielle Fragestellungen wurde daher unter dem Codenamen „Abakan“ am 27. August 1981 damit beauftragt, ein neues Sturmgewehr im Kaliber 5,45 × 39 mm zu entwickeln, das bei Dauerfeuer ein um den Faktor 1,5 bis 2 besseres Trefferbild als das AK-74 erzielen sollte.

## Evaluierte Waffen
An der Ausschreibung waren die folgenden Prototypen beteiligt:
1. AEK-971
2. AEK-978W
3. AO-63
4. AKB-1
5. AS (AN-94)
6. NA-2
7. NA-4
8. TKB-0111
9. TKB-0136-3M
10. TKB-O146

## Ergebnis

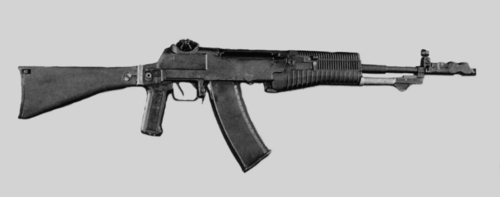
Das aus dem Projekt hervorgegangene AN-94

Das Modell AN-94 von Gennadi Nikonow kam in den frühen 1990er-Jahren auf den Markt, konnte den Anspruch, das AK-74 zu ersetzen jedoch nicht erfüllen und wird momentan nur vereinzelt von Spezialeinheiten verwendet.
Das in Kowrow (Oblast Wladimir) hergestellte AEK-971 wird ebenfalls vereinzelt eingesetzt.
Insgesamt erbrachte das Projekt kein befriedigendes Ergebnis, so dass das AK-74 auch heute noch das Standardgewehr der russischen Armee ist.